# Prästgård

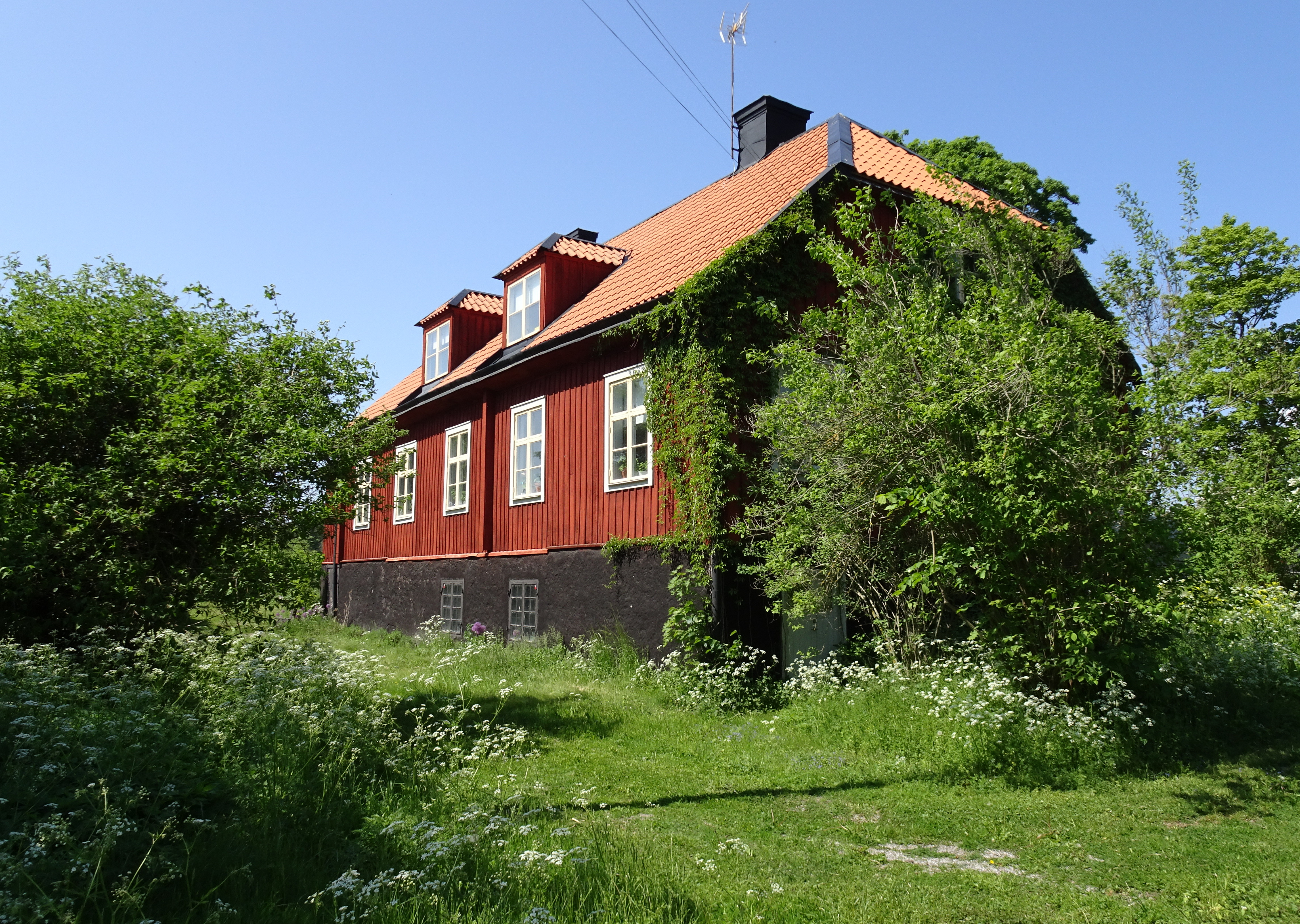
Lovö prästgård, 2016.

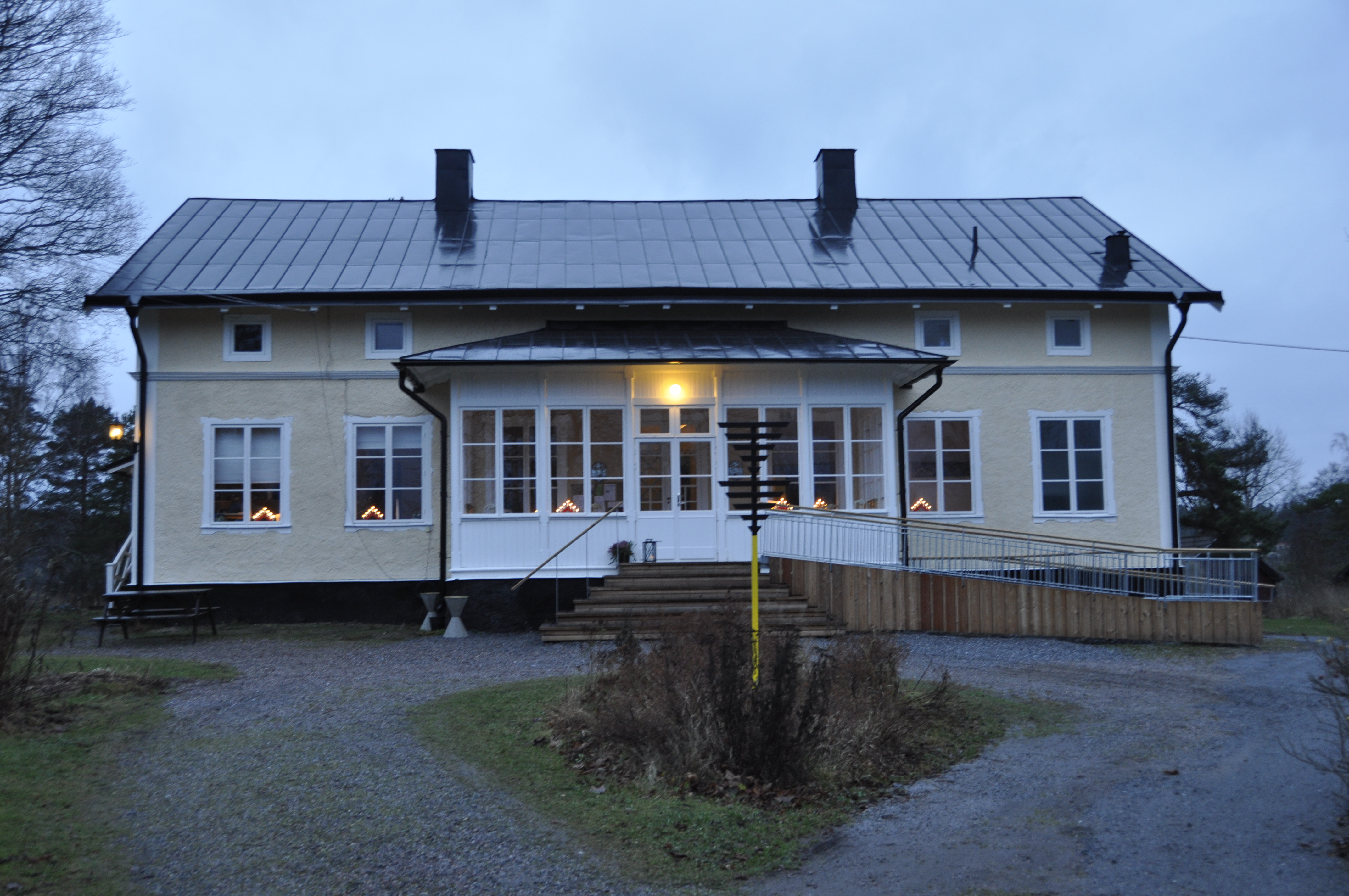
Ljusterö församlingshem, uppförd intill Ljusterö kyrka som prästgård 1870.

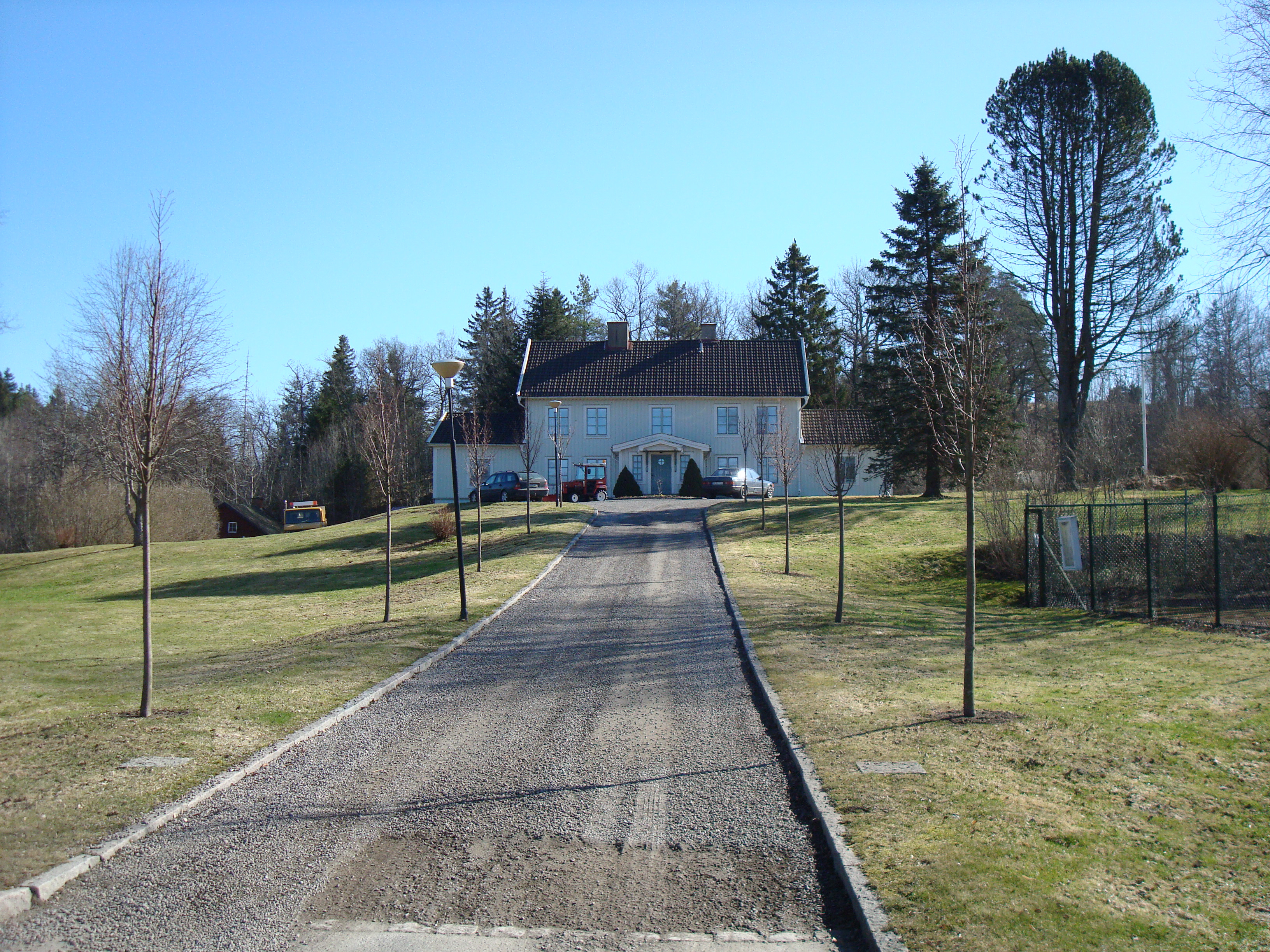
Hakarps sockens prästgård.

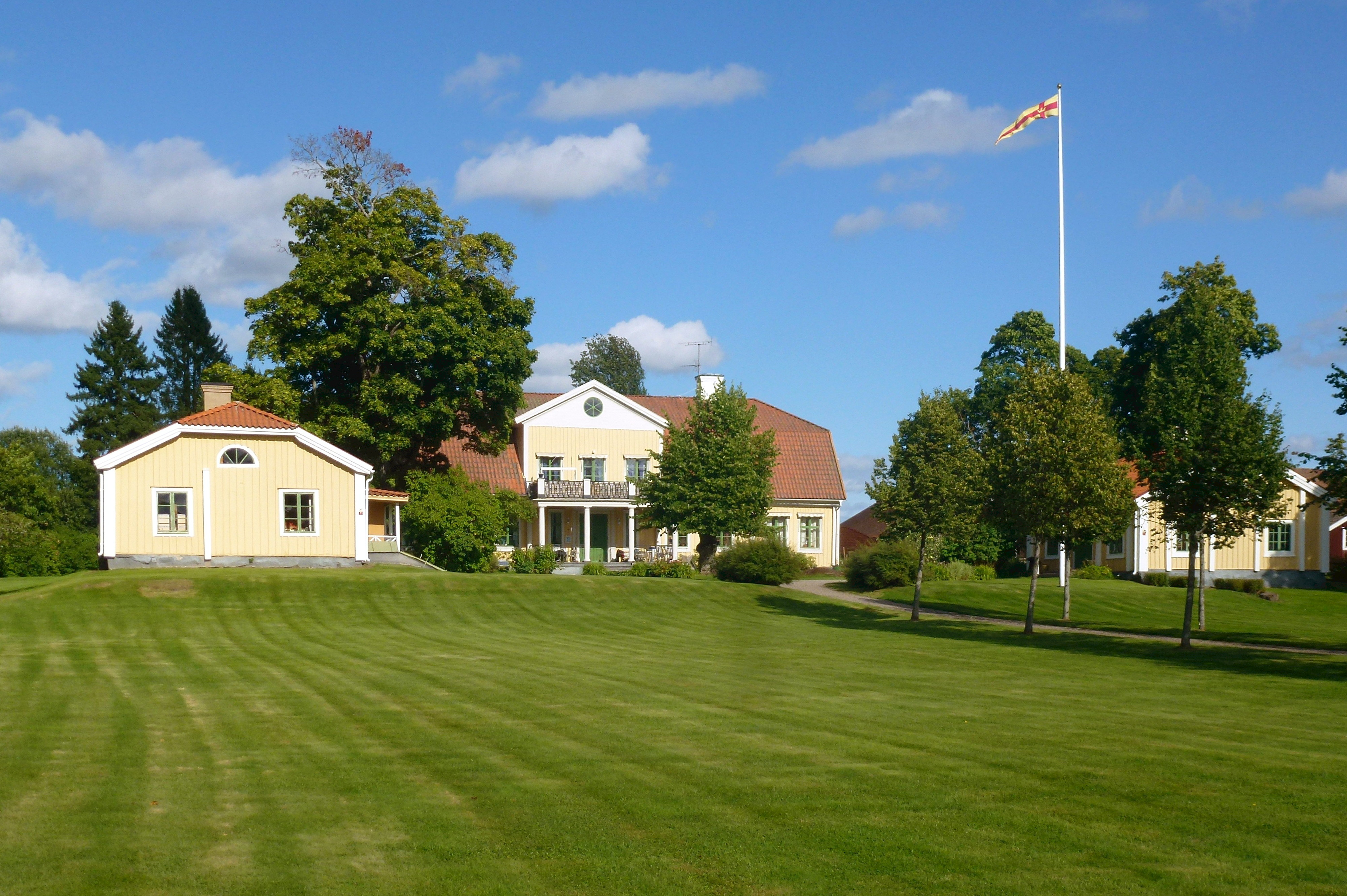
Grangärde prästgård.

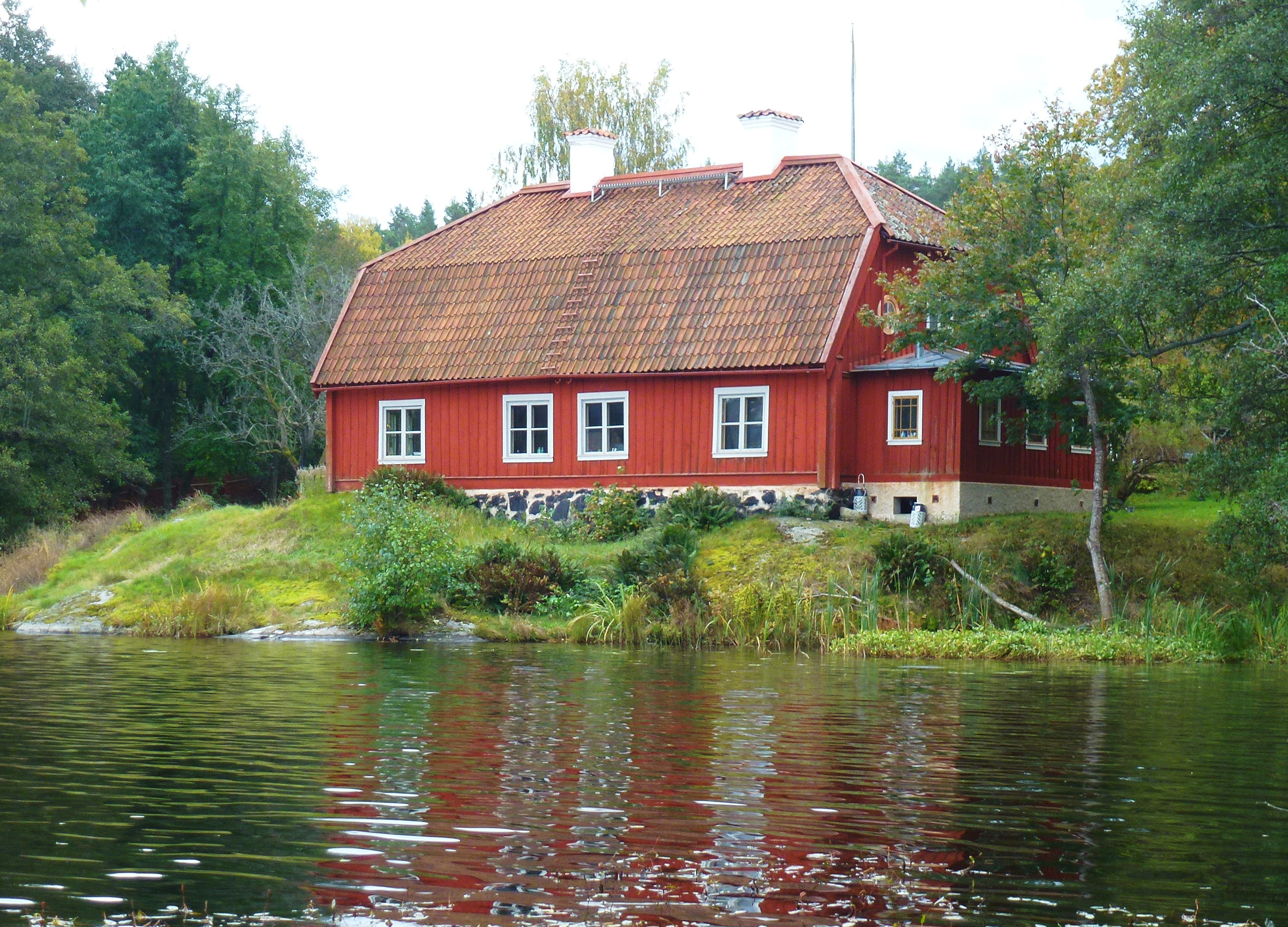
Gamla prästgården Källtorp i Nacka kommun.

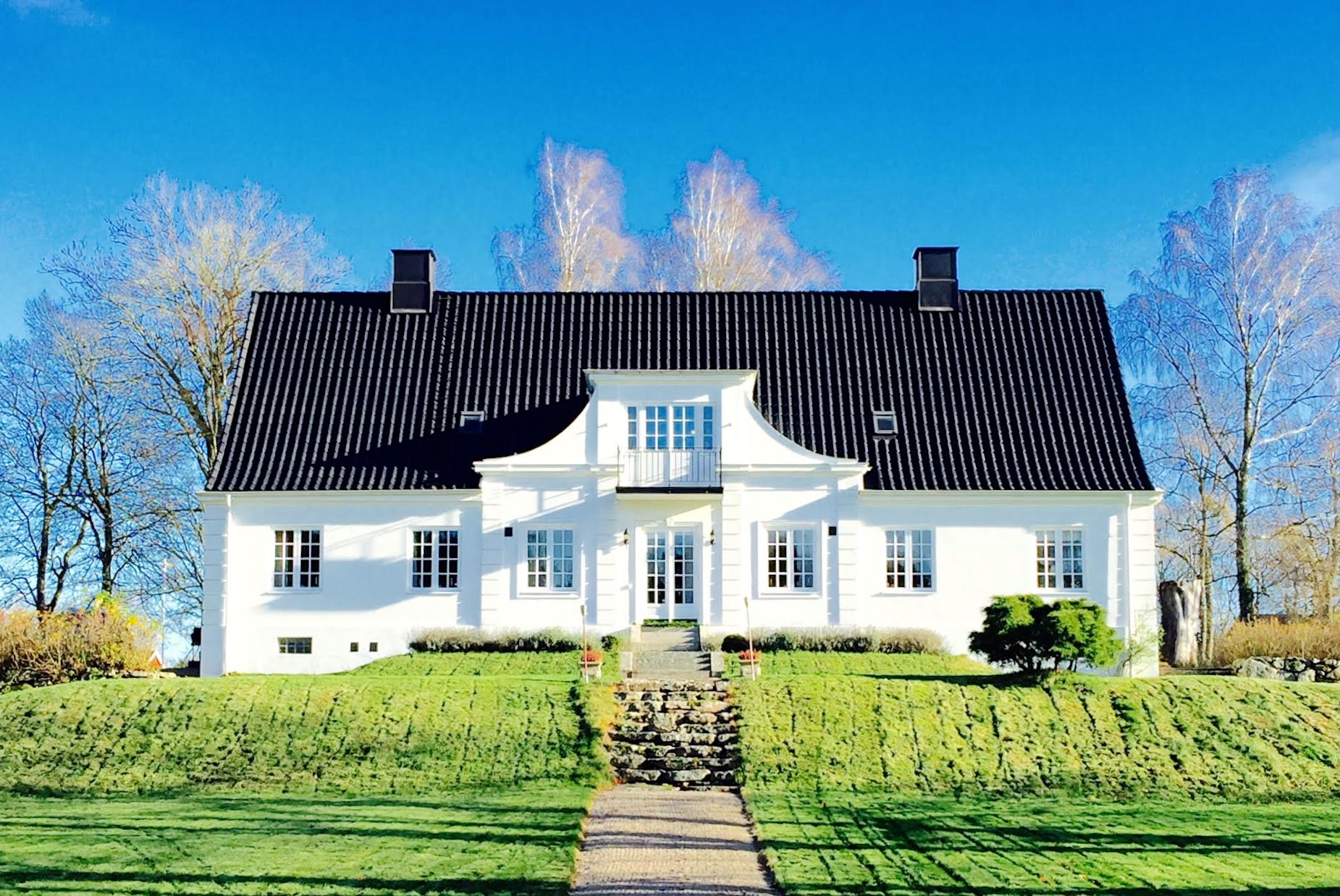
Norra Mellby prästgård är uppförd i den svenska 1920-tals klassicistiska stilen med sexdelad planlösning efter ritning av arkitekt Arnold Salomon-Sörenssen.

Prästgård är ursprungligen boställen för präster inom den kristna kyrkan, där avkastningen av tillhörande jordbruks- och skogsmark (prästbolet eller prästbordet) bidrog till avlöningen.

## Prästgårdar i Sverige

### Historia
Redan de medeltida landskapslagarna föreskrivs skyldigheten att avsätta jord och hålla med byggnader åt sin präst. I Västergötland och Småland skulle det finnas fyra hus i varje prästgård; stuga, härbre, nöthus och lada. Enligt Upplandslagen ålåg det sockenborna att uppföra sju laga hus åt prästen: stuga, stekarhus, lada, sädeslada, visthus, sovstuga och fähus. Bönderna skulle även ansvara för byggnadernas underhåll. Övriga byggnader hade prästen själv ansvar för. Stadgandet om dessa sju laga hus återkom i Magnus Erikssons landslag.
1720 kom en kunglig resolution som förtydligade lagarna. Första och andra huset sammanfördes till ett hus som skulle innehålla sätesstuga, två kamrar, ett kök och en förstuga. Det tredje huset var ett brygghus, det fjärde en bod med dubbel botten och loft, det femte ett visthus. Det sjätte och sjunde huset innefattade både fähus och stall. Det handlade främst om en bekräftelse av modifieringar av de äldre lagtexterna som redan genomförts.
1727 kom en ny resolution med ytterligare förtydliganden. Sätesbyggningen borde vara 15,3 meter lång, 7 meter bred och 2,3 meter hög invändigt. Den fastställer också att prästgården borde vara ordnad efter en sexdelad plan. "Mönsterprästgården" i denna resolution liknar mycket den som senare fastslås i 1730 års normalplan för militieboställen för majors och överstelöjtnantsboställena. Resolutionerna lämnade dock ett visst spelrum för kompromisser, där brist på byggnadsmaterial eller fattigdom gjorde möjligheterna att hålla prästgårdar efter de här måtten.
Angående överloppshusen, de hus prästen själv skulle hålla med, fastslog en resolution av 1762 att de skulle bestå av åtta byggnader, nämligen källare, en drängstuga, ett torkhus eller badstuga, ett svinhus, ett vagnshus eller redskapslider, ett hemlighus, ett fårhus och en sädeslada med loge och två golv. Utöver dessa hade prästen liksom tidigare möjlighet att låta bygga ytterligare hus, "för egen bekvämlighets skull".
Sockenprästen var till en början ensam, men efter hand började de större församlingarna skaffa sig en hjälppräst eller kaplan. Till en början höll kyrkoherden med bostad åt kaplanen i prästgården. Enskilda socknar uppförde dock redan i början av 1600-talet en särskild kaplansstuga. Först under 1680-talet fick kaplanerna som en konsekvens av den nya kyrkolagen ordinarie lön med boställe. Många av kaplansboställena tillkom genom gårdar som indragits till kronan i samband med reduktionen.
1862 förändrades prästernas inkomstförhållanden i och med att en ny prästlöneförordning antogs. Tiondet ersattes med ett system med fasta belopp i spannmål. Samtidigt utfärdades en förordning om utarrendering av prästerskapets jord. I slutet av 1800-talet var ungefär 75% av prästgårdarna utarrenderade helt eller delvis. I grunden bestod dock de gamla reglerna kring prästgårdens hus. Det blev en affär mellan prästen och den arrenderande bonden att komma överens om vem som skulle hålla med husen. I vissa fall tog drängstugan i bruk som arrendatorsbostad, i andra fall uppfördes en ny arrendatorsbostad, och i ytterligare andra fall övertog arrendatorn en äldre sätesbyggning på prästgården som blivit utdömd, men fått stå kvar som överloppshus.
1910 kom den radikala förändringen av systemet i och med att kontantlön nu infördes för prästerna. Prästjorden skiljdes nu helt från prästbostaden och arrenderades ut av församlingen. För arrendegården infördes begreppet löneboställe. I vissa församlingar uppfördes i samband med detta helt nya prästboställen, skilda från den gamla prästgården som utarrenderades. Med den nya ecklesiastiska boställsordningen 1932 upphörde församlingarnas skyldighet att hålla boställe för prästen. Många församlingar kom dock att behålla sina prästboställen och 1940 kom en viktig komplettering, som gjorde att förändringar av värdefulla prästgårdsbyggnader inte fick vidtas utan vidare.

### Nutid
Prästgård är numera beteckningen för det bostadshus som en präst i Svenska kyrkan kan anvisas att bo i under anställningstiden. När anställningen upphör så upphör även hyresavtalet att gälla, med rimlig hänsyn till praktiska flyttmöjligheter.
Vid utannonsering om tillsättning av prästtjänster skall det framgå om det råder tjänstebostadsplikt, annars kan prästen välja att bosätta sig var han/hon vill. Eftersom det är en plikt knuten till anställningen råder särskilda villkor för bostadskostnaderna. Med hänsyn till att många prästgårdar är avsevärt större än ett hushåll kan tänkas vilja bekosta "under tvång" så råder en särskild överenskommelse mellan skattemyndigheterna och Svenska kyrkans församlingsförbund om hyresnivåer i prästgårdar i hela riket. 
Prästen betalar marknadshyra för maximalt 100 kvadratmeter boyta, och hyran fastställs centralt mellan församlingsförbundet och riksskatteverket.
Till skillnad från mark och egendom runt själva kyrkan som före år 2000 hade en särskild fastighetskaraktär (vardagligt kallat "kyrkjord") så har många prästgårdar under lång tid varit lagfaren egendom för församlingen. I många fall har prästgården ingått i fastighetsbeteckningen för kyrkan och lagfarter skrevs inte då. Detta orsakade en hel del omställningsarbete vid de ändrade förhållandena i relationen mellan kyrkan och staten.
Det finns inget nationellt kyrkligt fastighetsregister där prästgårdar ingår som egen kategori, men Svenska kyrkans arbetsgivarorganisation registrerar förmånsbeskattade tjänstebostäder för anställda, och de flesta av dem är prästgårdar.
Många prästgårdar ägda av kyrkan har under senare år sålts till privatpersoner. Av de cirka 2 300 prästgårdar som fanns i Sverige omkring 1900 är knappt 400 kvar i Svenska kyrkans ägo. En avyttring av prästgårdarna började redan på 1990-talet och fortsatte under 2000-talet. År 2002 hade antalet registrerade tjänstebostäder minskat till 1 054 stycken och 2008 hade antalet minskat till 588 stycken. År 2012 hade antalet minskat till 367 stycken. En del prästgårdar som fortfarande ägs av församlingarna syns inte i statistiken över tjänstebostäder, eftersom de används som annat än tjänstebostäder, exempelvis som församlingshem. Kyrkans avyttring av prästgårdar har dels berott på ett minskat behov av ett tjänstebostäder i och med att församlingar och pastorat slagits samman, och dels på ekonomiska orsaker.
Drygt 70 prästgårdar i Sverige är kulturminnesmärkta.

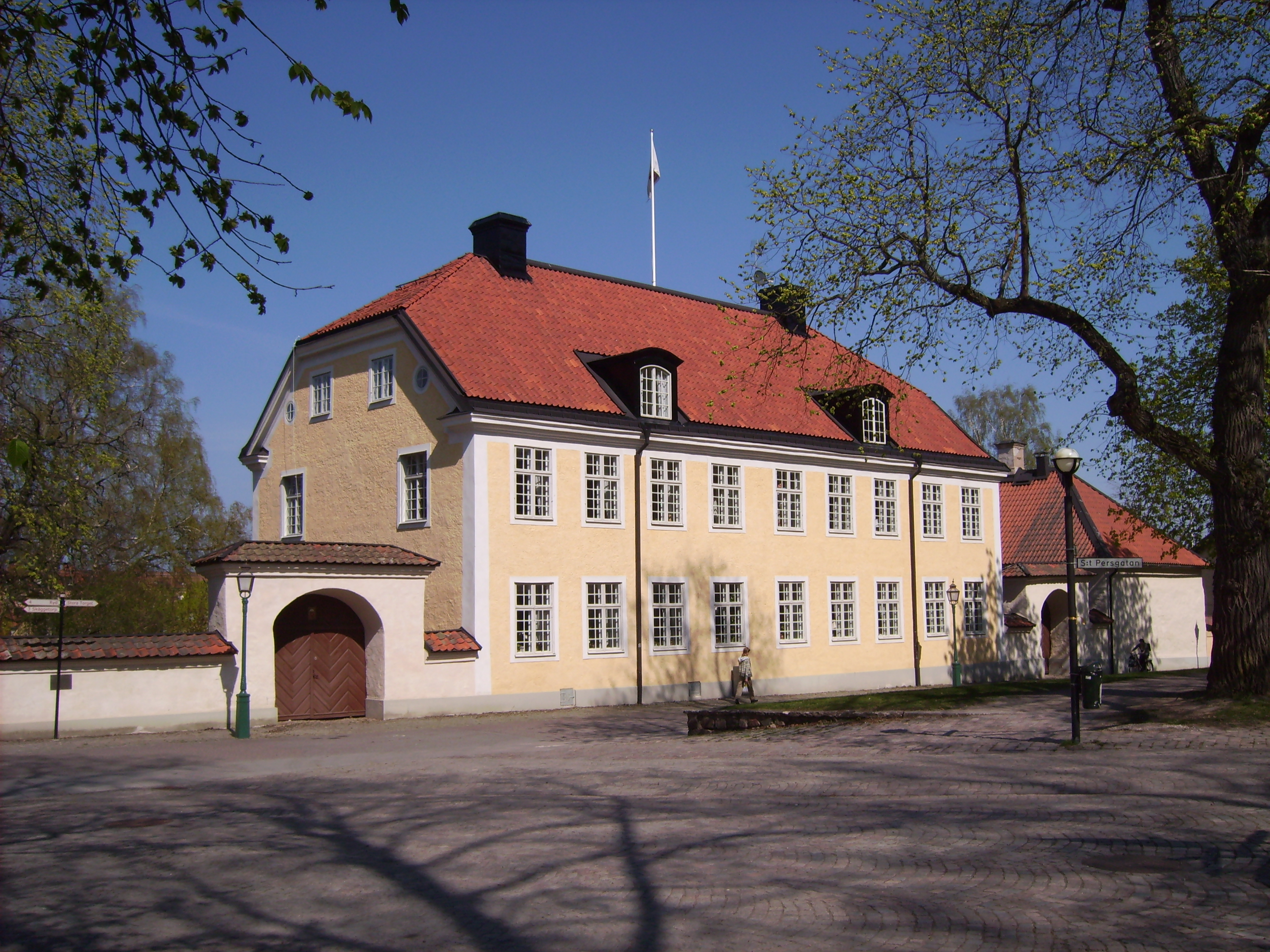
Biskopsgården i Linköping.

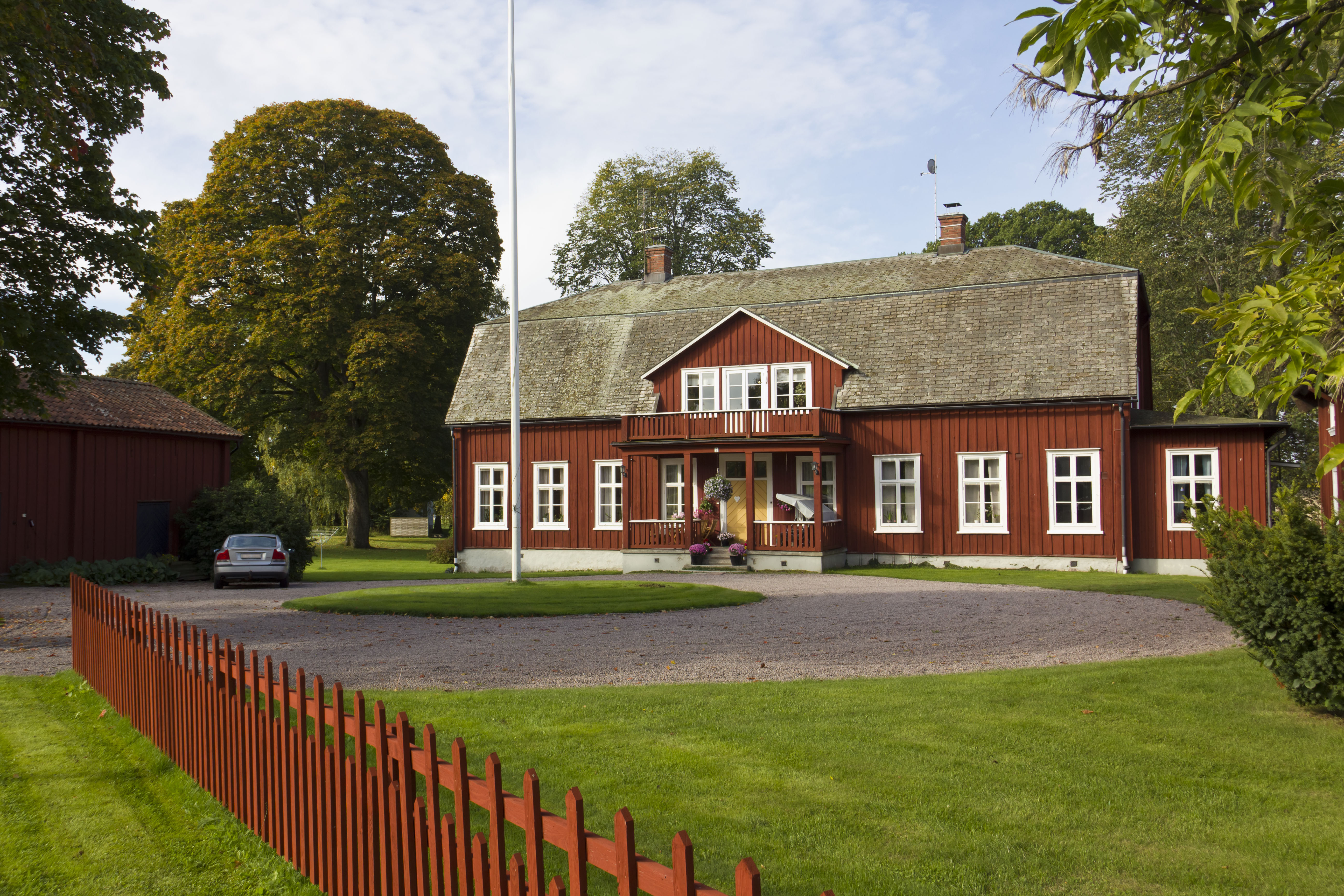
Hova Prästgård i Gullspångs kommun.

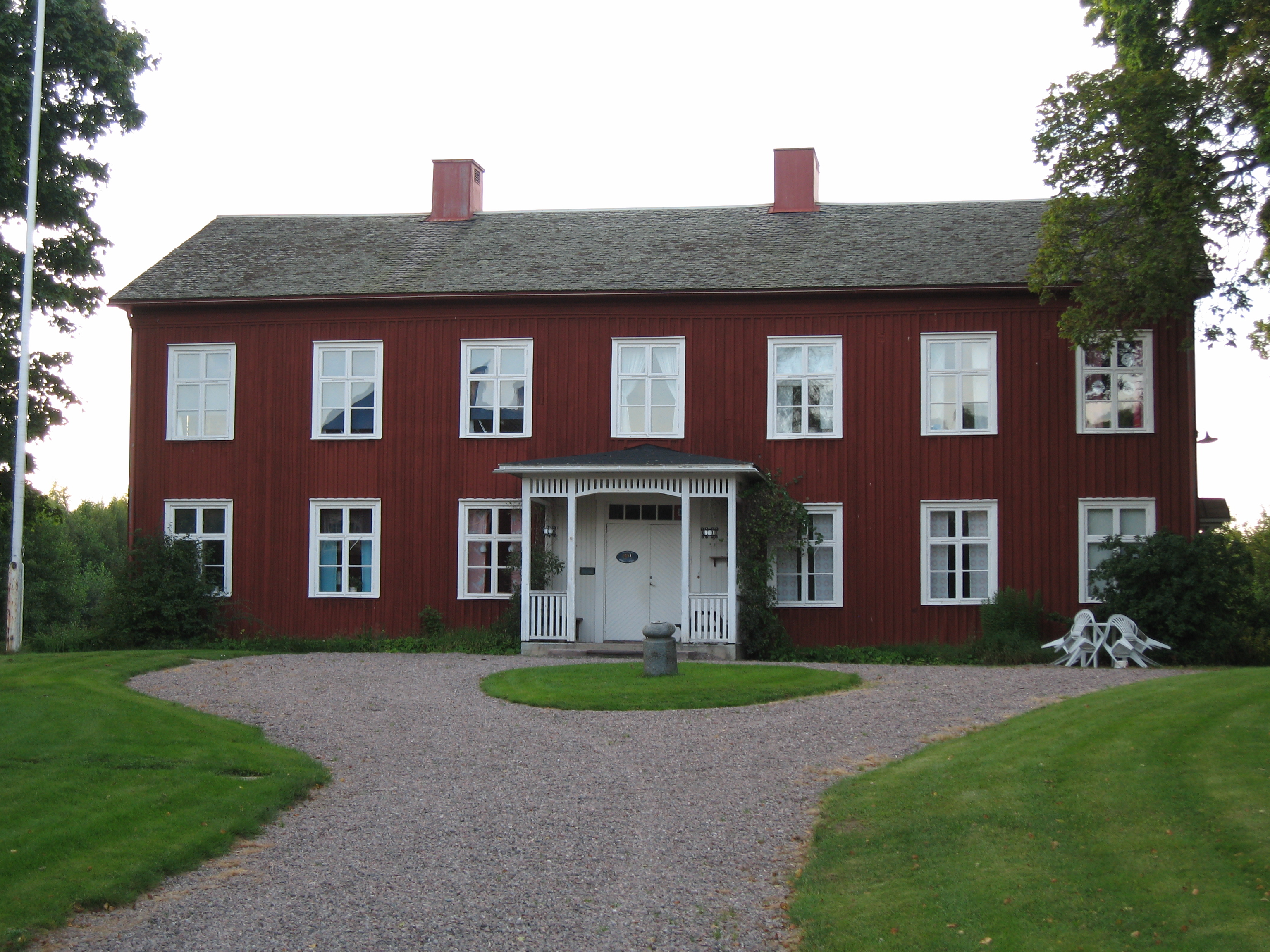
Edsleskogs prästgård i Åmåls kommun.

### Byggnadsminnen
Många prästgårdar – eller tidigare prästgårdar – är numera enskilda byggnadsminnen. Några av biskopsgårdarna i stiftstäderna är också byggnadsminnen: Karlstad, Linköping, Skara och Uppsala samt Växjö. 
Bland övriga prästgårdar kan nämnas:  
- Edsleskogs prästgård, Åmåls kommun
- Fredsbergs prästgård, Töreboda kommun
- Hova prästgård, Gullspångs kommun
- Korsnäs prästgård, Söderköpings kommun
- Seglora gamla prästgård, Borås kommun
- Skuttunge prästgård, Uppsala kommun
- Veckholms gamla prästgård, Enköpings kommun
- Vänge prästgård, Uppsala kommun
- Västra Tunhems prästgård, Vänersborgs kommun